# Kraljevina Dalmacija
Kraljevina Dalmacija (njem. Königreich Dalmatien) bila je krunska zemlja u Austrijskom Carstvu (1815. – 1867.) i Austro-Ugarskoj (1867. – 1918.). Austro-ugarskom nagodbom 1867. ostala je u austrijskom dijelu, odvojena od Hrvatske i Slavonije (tada u ugarskom dijelu). Dalmacija je pravno bila sastavni dio Trojedne Kraljevine Hrvatske, Slavonije i Dalmacije koja ju je zato i nosila u svome imenu i grbu (Dalmaciju kao sastavni dio Trojedne Kraljevine priznaje i čl. 66. Hrvatsko-ugarske nagodbe), iako do stvarnog ujedinjenja Dalmacije s Hrvatskom i Slavonijom nikad nije došlo. 
Kraljevina Dalmacija je od 1861. imala svoju vlastitu parlamentarnu skupštinu – Dalmatinski sabor sa sjedištem u Zadru. Državni odbor, izabran od Sabora (osim predsjednika, ujedno i predsjednika Sabora, kojega je imenovao car i kralj), predstavljao je vladu Kraljevine Dalmacije u samoupravnim poslovima. Središnju je vlast predstavljala je C. kr. Vlada u Zadru (tal. Imperial Regio Governo della Dalmazia), koja od 1852. nosi ime C. kr. Namjesništvo (tal. Imperial Regia Luogotenenza della Dalmazia) na čelu s guvernerom, odnosno namjesnikom kojeg je imenovao car i kralj kao i u drugim krunskim zemljama austrijskog dijela Austro-Ugarske. Nestala je krajem listopada 1918., kada je Hrvatski sabor proglasio nezavisnost Hrvatske, Slavonije i Dalmacije s Rijekom i pristupanje Državi SHS. Gotovo istovremeno, velike dijelove Dalmacije okupirala je Kraljevina Italija  na temelju tajnog Londonskog ugovora zaključenog s Britanskim Carstvom, Francuskom i Ruskim Carstvom.

## Povijest

### Prva austrijska uprava
Na vijest o propasti Venecije pobunili su se težaci i pučani po cijeloj Dalmaciji. Uz to, pojavio se i snažan pokret za sjedinjenje s Hrvatskom. Franjevci i drugo svećenstvo,  održavali su skupove, primjerice u Karinu, na kojima su zahtijevali sjedinjenje. Pridružili su im se i splitski nadbiskup Cippico, makarski biskup, ali i pravoslavno svećenstvo. U lipnju 1797. oformili su izaslanstvo koje je trebalo poći u Beč zamoliti cara za sjedinjenje, no preduhitrio ih je mirovni sporazum, pa su adresu poslali hrvatskom banu. Mirom u Campoformiju 1797. između Francuske i Habsburške Monarhije podijeljeni su dotadašnji mletački posjedi. Habsburškoj Monarhiji su pripale cijela Dalmacija i Istra. Austrijsku vojsku s oko 4.000 vojnika u zaposjedanju Dalmacije predvodio je podmaršal Matija Rukavina, pobornik sjedinjenja Dalmacije s Hrvatskom, koji je imenovan i vojnim upraviteljem Dalmacije. Narod i svećenstvo oduševljeno su dočekali dolazak vojske sastavljene pretežito od Hrvata, s hrvatskim podmaršalom na čelu. No, Beč je Dalmaciju tretirao kao novoosvojenu zemlju te ju je podvrgnuo izravno vladi u Beču. Tako je 1798. utemeljena C. kr. Vlada u Zadru (tal. Cesareo Regio Governo in Zara) na čelu s guvernerom. Članove vlade i guvernera imenovao je car, a bili su podređeni C. kr. dvorskom povjerenstvu za Istru, Dalmaciju i Albaniju u Veneciji (tal. Ces. Reg. commissione aulica per l'Istria, Dalmazia ed Albania), a od 1802. Sekciji za Dalmaciju i Boku Dvorske kancelarije u Beču. Sama pokrajina bila je podijeljena na upravno-sudske kotare odnosno mjesna starješinstva (tal. superiorità locale) na čelu s rektorom (tal. rettore) ili sucem upraviteljem (tal. giudice dirigente). Sjedišta mjesnih starješinstava bila su u mjestima Cres, Krk, Rab, Pag, Zadar, Nin, Novigrad, Skradin, Šibenik, Knin, Sinj, Trogir, Split, Klis, Omiš, Brač, Hvar, Korčula, Imotski, Makarska, Poljica i Metković. 1802. dvor je i službeno odbio zahtjev za ujedinjenje. Austrijska vlast u svojoj kratkoj upravi nije mnogo mijenjala zatečeni mletački sustav, te je tek provela ograničene reforme u školstvu i sudstvu. 1803. u Zadru je otvorena gimnazija. Nakon austrijskog poraza protiv Napoleona, Mirom u Požunu 1805. Dalmacija je predana Francuzima, koji su je pripojili Napoleonovoj satelitskoj Kraljevini Italiji, a po uspostavi vlasti Napoleonove Kraljevine Italije, navedena austrijska upravna tijela i kotari prestaju djelovati.

### Francuski interregnum
Austrija se 26. prosinca 1805. Požunskim mirom morala odreći Istre, Dalmacije i svih jadranskih otoka pa u veljači 1806. Francuska preuzima vlast u Dalmaciji. Generalni providur i civilni upravitelj francuske pokrajine Dalmacije (1806. – 10.) postao je Mlečanin Vincenzo Dandolo, dok je francuski general Auguste Marmont preuzeo sveukupne vojne ovlasti. Novim uvećanjem francuskih tečevina na račun Austrije (mir u Schönbrunnu, 14. listopada 1809) Dalmacija je uključena u Ilirske provincije, a 15. travnja 1811. Napoleon je izdao dekret o organizaciji Ilirije, koju je podijelio na 6 civilnih pokrajina, od kojih je jedna bila Dalmacija i Dubrovnik. 

### Godine vojne uprave i Druga austrijska uprava
Već 1811. Britanci su Francuzima preoteli Vis, a 1812. i Lastovo, Korčulu, Pelješac, Hvar, Cavtat, dubrovačke otoke i Split. Kotor su držali Rusi. Nakon bitke kod Leipziga i pada Napoleona, 1813. Habsburgovci odlučuju zaposjesti ostatak Dalmacije. Operaciju je proveo general-bojnik barun Franjo Tomašić s 2.900 vojnika iz Hrvatske. S glavninom snaga zauzeo je Knin, a nakon kraće opsade i Zadar, dok je njegov pobočnik, general Todor Milutinović, s odredom banskih husara osvojio Kotor i Dubrovnik te istjerao Crnogorce.
Odredbama Bečkog kongresa 1814. i 1815. godine cijela Dalmacija je i formalno pripojena Austrijskoj Carevini kao krunska zemlja, također Dalmaciji je pripojena i Dubrovačka Republika koja je prestala postojati još 1808. kada su je ukinuli Francuzi. Barun Tomašić je postavljen za namjesnika, a upravu je preuzela pokrajinska vlada s njim na čelu. Da bi što više integrirao prostor od otoka Raba do Budve, bečki dvor je osnovao posebnu teritorijalnu jedinicu: Kraljevinu Dalmaciju. S istom namjerom, papinskom bulom Locum Beati Petri osnovana je jedinstvena zadarska crkvena metropolija, kojoj su podređene sve dalmatinske biskupije, uključujući Split i Dubrovnik, dotadašnja nadbiskupska središta, dok su brojne dalmatinske biskupije ukinute (Stonsko-korčulanska, Trogirska, Ninska,  Skradinska i Rapska), a Makarska biskupija spojena je sa Splitskom.
U razdoblju od 1816. do 1822. utemeljeni su i svi središnji pokrajinski organi u Zadru (na čelu kojih je bila C.kr. Vlada Dalmacije - tal. I.R. Governo della Dalmazia - s guvernerom kao upraviteljem i "predsjednikom" vlade), kao i područna tijela uprave (okruzi, kotari - preture i općine), te je izvršena i sudska reorganizacija. Ova upravna i sudska tijela djelovat će sve do 1852./1854. i 1868. kada dolazi do nove upravno-sudske organizacije pokrajinskih tijela u Zadru (umjesto Vlade, utemeljeno je C.kr. Namjesništvo za Dalmaciju - tal. I.R. Luogotenenza della Dalmazia - na čelu s namjesnikom) i nižih organa uprave i sudstva (politički kotari, sudski kotari, općine), takva organizacija, uz manje izmjene, ostat će na snazi sve do 1918. (temeljem Veljačkog patenta 1861. utemeljen je i Dalmatinski sabor). Austrija u Dalmaciju dovodi i strane činovnike, mahom iz sjeverne Italije (tada u sastavu Monarhije) i Austrije. 1832. otvorena je nova cesta (graditelj Josip Kajetan Knežić) preko prijevoja Mali Alan, tek drugi spoj s kontinentalnom Hrvatskom. Austrijska uprava povećala je broj škola: do 1839. bilo ih je 50-ak, a do 1846. oko 150., koje je pohađala trećina djece školske dobi. No, hrvatski je u školama bio gotovo iznimka na štetu talijanskog.

### Hrvatski narodni preporod u Dalmaciji
Gibanja Hrvatskog narodnog preporoda u tzv. Banskoj Hrvatskoj počela su se osjećati i u Dalmaciji. 1835. Božidar Petranović u Zadru počinje tiskanje Srbsko-dalmatinskog magazina, a 1844. Ante Kuzmanić u Zadru pokreće časopis Zora dalmatinska te počinje rad na jezičnom i nacionalnom osvješćivanju Dalmatinaca, dotad poticanom tek od svećenstva. Revolucionarna 1848. isprva donosi stidljivu političku podjelu na markiliste (pobornike obnove Republike sv. Marka) i monarhiste (pobornike Habsburške Monarhije). Kako je zbog izbornih pravila bogato talijansko građanstvo i plemstvo imalo potpunu kontrolu nad gradovima i njihovim skupštinama, prijedlog županijskih i gradskih skupština Kraljevine Hrvatske "dalmatinskoj braći iste krvi i jezika" revolucionarne 1848. za ujedinjenje s Hrvatskom glatko je odbijen. No, hrvatska nacionalna strujanja i gibanja ipak su bila jaka. Na autonomašku odbijenicu reagirali su župnici i stanovništvo Dalmatinske zagore pismom Jelačiću, u kojem su ipak tražili sjedinjenje, jer su protivnici u velikoj manjini. U prosincu 1848. Franjo Josip I. imenovao je bana Jelačića i namjesnikom Dalmacije. Njegovom imenovanju protivile su se splitska i zadarska općina (tada u autonomaškim rukama), a preporoditelji u Dalmaciji, pogotovo u Dubrovniku, su ga dočekali s velikim očekivanjima. No, ona uglavnom nisu ispunjena. Jelačićeva vlast ostala je uglavnom formalna, a dvor je odbio sjedinjenje s Hrvatskom. 1851. Jelačić je posjetio Dalmaciju, a u Dobroti (Boka kotorska) dočekan je s posebnim oduševljenjem. Kako bi se suprotstavili talijanskom građanstvu, osnivaju se narodne čitaonice i društva, uglavnom pod "slavjanskim" imenom. Mali pomak bila je odluka vlade da se u srednjim školama hrvatski poučava kao drugi, zemaljski jezik. Unatoč tome, škole s hrvatskim nastavnim jezikom mogle su se nabrojiti na prste jedne ruke. Zbog toga su franjevci u Sinju 1854. osnovali prvu hrvatsku gimnaziju u provinciji.

### Sukob narodnjaka i autonomaša
| Miho Klaić, vođa narodnjaka |  | Miho Klaić, vođa narodnjaka                           |
| Miho Klaić, vođa narodnjaka |  | don Mihovil Pavlinović, pisac programa Hrvatska misao |

1860. car je odlučio obnoviti ustavni i politički život te je sazvao prošireno carsko vijeće. Predstavnici Hrvatske i Slavonije, Vranyczany i Strossmayer, potakli su pitanje sjedinjenja Dalmacije. Predstavnik Dalmacije, Frane Borelli, priznao je da su Talijani u manjini, ali je smatrao da još nije došlo vrijeme za taj korak. Tada u Dalmaciji počinje okupljanje u dvije struje: narodnjake pod vodstvom Mihe Klaića i don Mihovila Pavlinovića te autonomaše na čelu s Antoniom Bajamontijem i Luigijem Lapennom. Autonomaši (tolomaši) su uglavnom bili pripadnici talijanske nacionalne manjine i zastupali su gledište o talijanskom identitetu Dalmacije, kasnije podupirući teoriju o posebnoj dalmatinskoj naciji, talijansko-slavenskoj umjesto hrvatske i srpske. Uz autonomaše su bili guverner, Lazar Mamula, gradovi Zadar i Split, uz koje su pristali i mnogi drugi gradovi i općine, te bečki dvor, koji se bojao slabljenja Austrije nauštrb Hrvatske i Ugarske u slučaju sjedinjenja. Uz narodnjake su odmah pristali Stari Grad, Vrboska, Metković, Bol, te pogotovo Dubrovnik i Kotor. Narodnjaci su isprva nastupali pod neutralnim, slavenskim ili narodnim imenom, kako bi bili prihvatljiviji talijanaški nastrojenom biračkom tijelu. Glavna točka njihovog programa bilo je sjedinjenje s Hrvatskom i uvođenje hrvatskog jezika u upravu i školstvo.
Povodom saziva hrvatske Banske konferencije u Zagrebu 1860. pozvani su zastupnici iz Dalmacije kako bi razgovarali o sjedinjenju, no, autonomaši na čelu s namjesnikom Mamulom su omeli inicijativu. 1861. sazvan je po prvi put Dalmatinski sabor u Zadru. U sabor su golemom većinom izabrani autonomaši, zahvaljujući izbornim pravilima - većinu glasova imali su veleposjednici, činovnici i predstavnici bogatog građanstva (zajedno oko 20% stanovništva Dalmacije). Sabor je odbio sjedinjenje s Hrvatskom i Slavonijom. Rat Austrije s Prusijom i Italijom rezultirao je i pomorskom bitkom kod Visa 1866., koja je odjeknula u Dalmaciji. Nakon austro-ugarske nagodbe 1867., koja je učvrstila podjelu i svela izglede na sjedinjenje s Hrvatskom na minimum, narodnjaci su se okrenuli političkoj i kulturnoj borbi za pohrvaćivanje Dalmacije, pogotovo se usmjerivši na škole, želeći uvesti hrvatski kao nastavni jezik. Stoga im je cilj bio osvojiti vlast u općinama, jer je nastavni jezik bio u nadležnosti općina. Još 1862. pokrenuli su list na talijanskom list Il Nazionale, kasnije Narodni list, kako bi pridobili građanstvo koje je primarno govorilo talijanski. 1869. don Mihovil Pavlinović formira zaokruženi, izrazito hrvatski politički program, Hrvatsku misao. U njemu je zagovarao hrvatsko pravo na samostalnu, cjelovitu i ustavnu hrvatsku državu koja bi obuhvatila sve hrvatske zemlje, uključujući i Dalmaciju.

Kad svi uživamo jedne hrvatske slobode, jedno isto pravo hrvatske države, kad smo svi sinovi jedne hrvatske domovine; svi smo i dužni ponositi se državljanstvom hrvatskim; svi smo dužni pred svietom se kazati rodjena braća majke Hrvatske. Ako braća grčko-istočna u Hrvatskoj neće da se zovu Hrvati po narodu, neka priznadu što svak živ zna, da su Hrvati po hrvatskoj zemlji i po hrvatskoj državi; mi dalje neiziskujemo; nam je dovoljno, da hrvatska narodno-državna cjelokupnost ostane ogradjena (...) Kojom mjerom tražimo samostalnost i cjelokupnost Hrvatskoj, istom je odmjeramo i Srbskoj.

Listopada 1869. je godine izbio ustanak u Boki kotorskoj. Glavnina je pobune bila u Krivošijama, sudjelovali su i stanovnici drugih mjesta: Grblja, Pobora, Majina i Brajića, a potporu je imao u susjednoj Crnoj Gori. Ustanak je izbio poslije poslije poraza Austrije od Pruske u bitki kod Sadove 1866. godine. Bečki i ugarski parlament donijeli su zakon o općoj vojnoj obvezi, kojim je određeno da oslobođenje od vojne obveze prestaje za stanovnike okruga kotorskog i dubrovačkog koji su dotad bili oslobođeni, zatim predaja oružja i dr. Višegodišnja vojna obveza primorcima je oduzimala bitne godine za rad u pomorstvu, a onima u brdu razoružavanje je oduzimalo mogućnost četovanja po tada turskoj Hercegovini i dogoniti plijen u sitnoj i krupnoj stoci. Mir pobunjenika s austrijskom vlašću sklopljen je u Knezlazu 11. siječnja 1870. godine.
Talijanaši i narodnjaci počinju se sve više sukobljavati, a napetost počinje rasti. Prilikom posjeta talijanskog broda na hidrografskoj misiji Monzambano Šibeniku 31. srpnja 1869. došlo je do sukoba talijanskih mornara i Hrvata u gradu, što se pretvorilo u vanjskopolitički problem Italije i Austro-Ugarske, poznat kao "Afera Monzambano". 14 talijanskih mornara i nekolicina građana bila je ozbiljno ranjena. Uskoro se narodnjaci sve bolje organiziraju te polaganim rastom osvajaju ruralne općine u Zagori i na otocima, tako da su pobijedili na izborima za Dalmatinski sabor 1870. i postali saborska većina. 1873. osvojen je prvi veći grad, Šibenik, gdje je 15. veljače izabran prvi gradonačelnik Hrvat - Ante Šupuk. 1882., unatoč zastrašivanju i nasilju autonomaških paravojnih postrojbi, tzv. bersaljera, Gajo Bulat je pobijedio autonomaškog splitskog gradonačelnika Antonija Bajamontija. Ubrzo nakon toga u hrvatske ruke prešle su i starigradska i trogirska općina, a uskoro je u autonomaškim rukama ostala samo zadarska općina, koju do raspada Monarhije narodnjaci nisu uspjeli osvojiti. 1883. hrvatski je proglašen službenim jezikom Dalmatinskog sabora.
Usporedno je rasla i mreža hrvatskih škola - 1866. u Arbanasima kraj Zadra otvorena je hrvatska učiteljska škola. 1883. radilo je već oko 300 osnovnih škola na hrvatskom, dok je hrvatski polako prodirao i u srednje škole. Nakon dubrovačke i kotorske gimnazije hrvatski je ušao i u splitske srednje škole, a 1898. otvorena je i hrvatska gimnazija u Zadru.

### Hrvatsko-srpski razlaz
Od početka pisanja Karadžića, Garešanina i Subotića o Dalmaciji kao srpskoj zemlji, a posebno priznanjem Srbije kao neovisne države 1878. na Berlinskom kongresu rastu različitosti između Hrvata i Srba u Dalmaciji. Srbi sve više počinju spominjati Dalmaciju kao "srpsku zemlju". Nakon hrvatskog oduševljenja austro-ugarskim zaposjedanjem BiH, pri kojem su sudjelovali brojni vojnici iz Dalmacije, pretrpjevši značajne gubitke, i traženja sjedinjenja BiH s Hrvatskom i Slavonijom lom je bio neminovan. 1879. Srbi u Bukovici glasovali su za talijanaškog kandidata Autonomaške stranke umjesto za Mihovila Klaića, usprotivivši se programu narodnjaka za sjedinjenje s Hrvatskom. Taj događaj su narodnjaci prozvali bukovičkim izdajstvom. Ubrzo se osnivaju odvojene hrvatske i srpske stranke, a hrvatske stranke imaju većinu u Dalmatinskom saboru. Protuaustrijska gibanja među Srbima i Crnogorcima u zaleđu Boke kotorske, na području Kraljevine Dalmacije, u studenom 1881. prelaze u oružanu pobunu protiv novačenja, koje je bilo obveza svih građana Monarhije. Središte pobune bilo je u Krivošijama, a vojska na čelu s podmaršalom Stjepanom Jovanovićem ugušila ju je do svibnja 1882.
1891. u Dubrovniku se javlja Frano Supilo časopisom Crvena Hrvatska protiv srpskih pretenzija na Dalmaciju i Dubrovnik, a za sjedinjenje s Hrvatskom. 1893., prigodom svečanog otkrivanja spomenika Ivanu Gunduliću u Dubrovniku, pokazala se velika napetost između Hrvata i Srba. U Dubrovnik su pristigli mnogi hrvatski uglednici, političari i umjetnici, a svečanost se, skandiranjem Hrvatskoj, pretvorila u iskaz hrvatstva južne Dalmacije, nasuprot željama Srba i nekolicine Dubrovčana, pobornika srpske ideje, poput srbokatolika Mede Pucića.
S dolaskom tzv. politike novog kursa događa se zaokret prema hrvatsko-srpskoj suradnji, što je potvrđeno zadarskom rezolucijom 1904. 25. veljače 1907. Frano Supilo prenio je riječi dr. Lovre Montija o općoj hrvatsko-srpskoj suradnji: "Sa Srbima možemo mnogo, bez Srba malo, a protiv Srba ništa". 1905. za namjesnika je prvi put imenovan čovjek iz Dalmacije, narodnjak Niko Nardelli. Zbog nezadovoljstva djelovanjem Hrvatske stranke (nastale 1905. ujedinjem Narodne hrvatske stranke i Stranke prava),  1908. u Dubrovniku je utemeljena Samostalna organizacija Hrvatske stranke u Dalmaciji na čelu s Perom Čingrijom, a iste godine obnovljena je dalmatinska Stranka prava.
Godine 1912. konačno je iskorijenjen talijanski u uredima i sudovima, kojeg su se činovnici grčevito držali. No, u službenoj korespondenciji vlasti, kao i primjerice na zemljovidima, austrijska uprava koristila je prvo talijanske, a potom njemačke nazive mjesta i lokaliteta. Tako se Biograd zvao Zara Vecchia i slično.

### Prvi svjetski rat
Odmah po izbijanju rata zabranjene su sve organizacije i udruge koje je vlast smatrala naklonjenima Srbiji ili južnoslavenskoj ideji. Mnogi istaknuti političari su bili progonjeni i uhićeni, a neki su emigrirali. Do 1915. i iznenadnog prelaska Italije na stranu Antante na Jadranu nije bilo nikakvih ratnih zbivanja, no otada su pomorski sukobi česti. Zbog savezničke blokade Otranta trgovina je u potpunosti zamrla. Vlast je rekvirirala mnoge brodove za vojne potrebe, a putnička plovidba je gotovo u cijelosti obustavljena. Naređeno je i zamračenje na otocima i u lukama zbog straha od bombardiranja, a zvona s crkava skidana su kako bi se metal iskoristio za ratne svrhe. Borbe su se vodile i oko Lastova i udaljenijih otoka, na kojima su pojačane posade i postavljene bitnice. Lastovo je 1917. bombardiralo francusko zrakoplovstvo.
U Dalmaciji se počela osjećati glad i oskudica, dok su istovremeno ugarski zakoni branili izvoz namirnica u austrijsku polovicu Monarhije (kojoj je Dalmacija pripadala) u slučaju rata. Dalmacija je dobivala pomoć u hrani preko luke u Trstu, no ta je pomoć bila nedostatna, katkad potpuno neupotrebljiva i često je kasnila. Pošiljku za 1917. godinu Dalmatinci su primili u veljači 1918. Franjevci su stoga zajedno s dobrotvorima iz Zagreba organizirali akciju slanja djece na ishranu u Slavoniju i Moslavinu, u bogatije krajeve. Rat je uništio dalmatinsku poljoprivredu, a krajem rata izbile su epidemije tifusa, kolere, boginja i španjolske gripe, koje su pokosile mnogo ljudi.
1915. Hrvati su činili 34% pripadnika austro-ugarske ratne mornarice. Osim u mornarici, Dalmatinci su se borili i u kopnenim postrojbama: popunjavali su 22. c. i kr. pukovniju, zadarsku 23. c. i kr. domobransku pukovniju, grušku 37. c. i kr. domobransku pukovniju te elitnu postrojbu Dalmatinskih zemaljskih strijelaca. Nakon talijanske objave rata uglavnom su korišteni na talijanskom bojištu zbog očekivanog motiva obrane domovine. Kako je rat odmicao, iz luka u Dalmaciji bilo je i slučajeva prebjega na drugu stranu, a u veljači 1918. izbila je i pobuna mornara u Boki kotorskoj. 1917. zastupnici iz Dalmacije u Carevinskom vijeću na čelu s Vjekoslavom Spinčićem, Josipom Smodlakom i Ivom Prodanom donose Svibanjsku deklaraciju, zalažući se za južnoslavensku državu u sklopu Austro-Ugarske. Krajem rata osnovano je Narodno vijeće za Dalmaciju u Zadru i jedinstvena Narodna organizacija za Dalmaciju u Splitu. Ova tijela su uskoro preuzela vlast od zemaljske vlade i Dalmatinskog sabora.
U zadnjim danima Monarhije, general Stjepan Sarkotić, zapovjednik i zemaljski poglavar BiH, uspio je pridobiti ugarskog premijera Wekerlea i cara Karla I. za ujedinjenje Dalmacije s Hrvatskom, no ono se nije dogodilo do raspada države. Prilikom raspada Austro-Ugarske Hrvatski sabor je 29. listopada 1918. donio odluku o prekidu državnopravnih veza s Bečom i Peštom i pristupanjem Hrvatske, Slavonije i Dalmacije s Rijekom Državi SHS. U Splitu je 2. studenoga utemeljena i Zemaljska vlada za Dalmaciju na čelu s Ivom Krsteljem koja će, kao vlada Pokrajine Dalmacije, u sklopu Države SHS i Kraljevine SHS, djelovati do 1921. (od 20. siječnja 1919. kao Pokrajinska vlada za Dalmaciju).

## Stanovništvo
| 1857.   | 1850.   | 1840.   | 1830.   | 1825.   | 1818.   | 1809.   |
| ------- | ------- | ------- | ------- | ------- | ------- | ------- |
| 415.628 | 393.715 | 390.381 | 338.599 | 326.739 | 297.912 | 329.000 |

Između popisa 1890. i 1900. broj stanovnika narastao je za 1,8%, na 593,784 stanovnika, iako se između 1880. i 1913. iz Dalmacije iselilo oko 100.000 ljudi. 1870. Zadar je s 20.840 stanovnika na širem području bio drugi najveći grad na području današnje Hrvatske, veći i od Zagreba, Rijeke i Osijeka. 1900. najveći gradovi su bili Zadar s 13.016, Split s 18.547, Šibenik s 10.072 i Dubrovnik s 8.437 stanovnika. 1900. na 1000 muškaraca dolazile su 964 žene.

### Nacionalni sastav
Austrijski popisi u Kraljevini Dalmaciji u pravilu su iskazivali jezičnu (i vjersku) pripadnost umjesto nacionalne. Tako su Hrvati i Srbi u većini popisa bili smješteni u istu kategoriju. Budući da su zajedno činili ogromnu većinu - u pravilu iznad 95% - te s obzirom na to da su se Hrvati uglavnom poklapali s kategorijom Dalmatinaca koji su se izjašnjavali kao katolici, a Srbi onih koji su se izjašnjavali kao pravoslavci, moguće je prilično precizno odrediti njihov stvarni brojčani odnos. Tako se smatra da je u Dalmaciji 1900. živjelo 475.000 Hrvata (80%) i 95.000 Srba (16%). Udio dalmatinskih Srba uglavnom se kretao oko 19.9% u razdoblju 1830–1850. Srbi su uglavnom živjeli u zaleđu, u okolici Knina, Benkovca i u Bukovici. Talijanska manjina živjela je u većim gradovima i na otocima. Tako su u gradovima stanovništvo činili 71% Hrvati, 22% Talijani i 7% Srbi. Samo je u Kotoru postojala veća urbana zajednica Srba (745), dok ih je u ostalim gradovima uglavnom bilo manje od 400. Nijemci su uglavnom bili časnici i činovnici doseljeni iz Austrije ili drugih zemalja Monarhije - tako je austrijski skladatelj Franz von Suppè rođen 1819. u Splitu, dok je slavni pomorski časnik Georg von Trapp službovao u Zadru i Visu.
|          | 1910.           | 1900.           | 1890. | 1880.           | 1869.           | 1857.           | 1851.                      |
| -------- | --------------- | --------------- | ----- | --------------- | --------------- | --------------- | -------------------------- |
| Hrvati   | 96,2% (610.649) | 95,2% (565.300) |       | 77,8% (371.565) | 83,8% (384.180) | 318.500 (76,5%) | 96,2% (378.676)            |
| Srbi     | 96,2% (610.649) | 95,2% (565.300) |       | 16,5% (78.714)  | 83,8% (384.180) | 77.500 (18,5%)  | 96,2% (378.676)            |
| Talijani | 2,8% (18.028)   | 2,6% (15.279)   |       | 5,7% (27.305)   | 12% (55.020)    | 20.000 (5%)     | 3,5% (13.701)              |
| Nijemci  | 0,5% (3.081)    | 0,4% (2.306)    |       | /               | /               | /               |                            |
| Ostali   | 0,5% (3.077)    | 1,8% (10.900)   |       | /               | /               |                 | Albanci (944) Židovi (394) |

### Vjerski sastav
1828. na poticaj cara Franje II, a u svrhu bolje integracije Kraljevine, papa Lav XII. bulom Locum Beati Petri izvršio je reorganizaciju Katoličke crkve u Dalmaciji, ukidajući ili pripajajući biskupije, poput Trogirske, Makarske, Skradinske i sl. Katolička crkva bila je od 1828. organizirana u Zadarsku nadbiskupiju i njoj podređene Splitsko-makarsku, Hvarsku, Šibensku, Dubrovačku i Kotorsku biskupiju. Pravoslavnom crkvom u Dalmaciji upravljao je episkop u Zadru. 1820-ih godina javila se namjera vlasti i dijela pravoslavnog svećenstva za unijom s Katoličkom crkvom, što je velika većina pravoslavnih vjernika odlučno odbacila, pa čak i nasiljem prema unijatima. Grkokatolici su se zadržali u svega nekoliko sela u Dalmatinskoj zagori.
1857. među pravoslavnim vjernicima bio je jedan svećenik na 400 vjernika, a kod katolika na 330. Katolički svećenici su u prosjeku bili obrazovaniji od pravoslavnih.
|              | 1910.           | 1900.           | 1890. | 1880. | 1869. |
| ------------ | --------------- | --------------- | ----- | ----- | ----- |
| rimokatolici | 83,5% (539.057) | 83,7% (496.966) |       |       |       |
| pravoslavni  | 16,3% (105,332) | 16,2% (96.279)  |       |       |       |
| ostali       | 0,2% (1,257)    | 0,1% (539)      |       |       |       |

## Upravna podjela
Područje Kraljevine Dalmacije bilo je više puta podijeljeno na manje jedinice: od 1822. do 1868. postojala su 4 okruga (tal. capitanati circolari) sa sjedištima u Zadru, Splitu, Dubrovniku i Kotoru; svaki okrug je bio podijeljen na nekoliko kotara (tzv. preture, tal. preture): 4 političke preture (tal. preture politiche) u sjedištima okruga i 23 političko-sudske preture s upravnim i sudskim ovlastima (tal. preture politico-giudiziarie); općine (tal. comuni) su bile jedinice lokalne uprave koje su u sjedištima okruga i pretura imale općinsko vijeće (tal. consiglio comunale),  načelnika (tal. podestà) i prisjednike (tal. assessori); dok su ostale imale samo načelnika - sindaka (tal. sindaco) i zamjenika (tal. vicesindaco). Sve općinske vijećnike, načelnike i prisjednike imenovala je vlada u Zadru (tal. Imperial Regio Governo della Dalmazia, od 1852. Imperial Regia Luogotenenza della Dalmazia) ili (za važnije općine) središnja vlada u Beču. 1868. ova podjela je ukinuta (u skladu s "Prosinačkim zakonima" za austrijske zemlje Austro-Ugarske sudstvo je u svim stupnjevima odijeljeno od uprave) te se područje Kraljevine Dalmacije dijelilo na 12 kotara (tal. distretti politici ili capitanati distrettuali) koji su obuhvaćali nekoliko sudskih kotareva (tal. distretti giudiziari), a ovi općine (tal. comuni). Od 1864. općine su samoupravne jedinice lokalne uprave - "političke općine" (tal. comuni politici) s općinskim vijećem (tal. consiglio comunale) kojeg su birali glasači s aktivnim izbornim pravom, te načelnikom (tal. podestà) i prisjednicima (tal. assessori) koje su birala općinska vijeća. Selima je na čelu bio glavar (tal. capovilla) s pomoćnikom (tal. aggiunto) imenovanim od strane općinskih vijeća. 1890. bilo je 81 općina s 841 naseljem.  Konačna upravna podjela bila je na 13 kotara (distretti politici ili capitanati distrettuali); jedno vrijeme bilo je 14 kotara (uz dolje navedene, i Brač).
| Kotari            | km²  | stanovnika |
| ----------------- | ---- | ---------- |
| Benkovački kotar  | 1581 | 38.481     |
| Kotorski kotar    | 674  | 37.096     |
| Korčulanski kotar | 590  | 27.352     |
| Imotski kotar     | 646  | 36.737     |
| Kninski kotar     | 1408 | 51.608     |
| Hvarski kotar     | 413  | 28.005     |
| Makarski kotar    | 538  | 25.588     |
| Metkovski kotar   | 384  | 14.160     |
| Dubrovački kotar  | 778  | 40.939     |
| Šibenski kotar    | 962  | 51.293     |
| Sinjski kotar     | 1336 | 52.516     |
| Splitski kotar    | 1889 | 114.687    |
| Zadarski kotar    | 1636 | 75.322     |

## Gospodarstvo
Iako je 1870. imala veći BDP po stanovniku od Hrvatske i Slavonije, ubrzo ju je i ona pristigla, tako da je Dalmacija do austro-ugarskog zasposjedanja Bosne i Hercegovine 1878. bila najnerazvijenija i najsiromašnija zemlja Austro-Ugarske. Zemaljska uprava Dalmacije imala je svake godine velik deficit, koji je nadoplaćivala vlada u Beču. 1890. čak 86,12% stanovništva živjelo je od poljoprivrede, a tek 4,39% od industrije, rudarstva ili obrta. U godinama prije Prvog svjetskog rata, Dalmacija je godišnje proizvodila žitarica dovoljno tek za dva do tri mjeseca prehrane vlastitog stanovništva. Gospodarstvo se temeljilo na maslinama, vinovoj lozi, ribarstvu i trgovini s Italijom i Bosnom i Hercegovinom. Nakon epidemija bolesti vinove loze, pepelnice (lug) 1850-ih i filoksere (žilogriza) 1868. koje su gotovo uništile nasade vinove loze u Francuskoj i ostatku Europe, procvao je izvoz dalmatinskih vina. Cijena vina je skočila s 4-5 forinta po barilu na čak 20., što je rezultiralo kratkotrajnim razdobljem gospodarskog blagostanja. Krčili su se maslinici da bi se zasadili vinogradi. No, pojava peronospore 1886. ostavila je teške posljedice za dalmatinsku poljoprivredu, ovisnu o vinu, tako da se dogodio veliki val iseljavanja. Još jedan značajan udarac dalmatinskom gospodarstvu bio je trgovinski ugovor Austro-Ugarske s Italijom 1892. Tzv. vinskom klauzulom tog ugovora Italiji su odobrene velike povlastice za izvoz vina iz sjeverne Italije u Monarhiju, a sva kontrola izvoza prepuštena je Italiji. 1900. Dalmacija je proizvodila 1.155.800 hektolitara vina. Iste godine u Dalmaciji je zabilježeno 1.958 ribarskih brodova, a 1911. 33.460 hektara pod maslinama.
Obrt i industrija u Dalmaciji rasli su izuzetno sporo. Manje manufakture, poput solana u Pagu, Rabu, Ninu i Stonu (696 vagona 1900.), proizvodnje nadaleko poznatog likera maraskina u Zadru ili uljara i mlinova, zapošljavale su većinu obrtnika. Industrija se svodila na konzerviranje ribe, brodogradnju te manje pogone za proizvodnju sapuna i cigle. Uoči Prvog svjetskog rata u Dalmaciji su radile 32 tvornice za preradu ribe, od čega čak 9 na otoku Visu. Prva tvornica cementa otvorena je u Splitu 1865., a između 1908. i 1912. otvorene su još tri u Kaštelima i Solinu zbog kvalitete i dostupnosti sirovine (lapora). Rudnici ugljena u Siveriću eksploatirani su još od 1834., no pravi zamah rudarstva dogodio se 1873., kada ga kupuje društvo Monte Promina iz Torina. Godine 1895. Šibenik je dobio jedan od prvih cjelovitih sustava udaljene proizvodnje i distribucije električne energije kada je sagrađena HE Krka za izmjeničnu struju na rijeci Krki. Slijedile su HE Jaruga 1903. i HE Manojlovac 1906. na Krki te 1912. HE Kraljevac na Cetini.
Iz tog razdoblja važna gospodarska društva u Kraljevini Dalmaciji su: Prva pučka dalmatinska banka (1871.), Pelješko pomorsko društvo u Orebiću (1865.), Dubrovačko pomorsko društvo (1869.), Zemljišno-vjeresijski zavod Kraljevine Dalmacije (po uzoru na Istarski hipotekarni zavod, vidi i Zakon o ustanovljenju zemljišnika u Kraljevini Dalmaciji).
Izaslanik bečkog Ministarstva trgovine Leopold Stockhammer ustvrdio je nakon boravka u Dalmaciji 1875. u izvješću da su u Dalmaciji evidentni »pomanjkanje kapitala« i »pomanjkanje kreditnih ustanova«.

### Promet
Glavna veza Dalmacije s ostatkom svijeta, ali i Austro-Ugarske, bio je Trst. I roba i putnici u Dalmaciju su pristizali uglavnom preko Trsta, a nešto rjeđe preko Rijeke. Dalmacija je tradicionalno imala živu trgovinu s Bosnom i Hercegovinom, pogotovo nakon 1878. i uključenja BiH u Austro-Ugarsku. Preko dalmatinskih luka izvozili su se domaći proizvodi kao i roba iz BiH. 
Ali, izvoz iz BiH i uvoz roba u BiH (nakon zaposjedanja 1878.) nije išao prometnim pravcima koji je odgovarao hrvatskim krajevima. Išao je prometnim smjerovima koji su povezivali BiH s trgovinskim centrima u Mađarskoj i Austriji, čime je dokrajčena višestoljetna karavanska trgovina na relacijama Bosna—Šibenik, Bosna—Split i Hercegovina—Dubrovnik.
Međutim, planirani željeznički spojevi s BiH nisu ostvareni do raspada države, a ceste su bile izuzetno loše. Unatoč velikom potencijalu, Austrija je malo marila za dalmatinske luke, jer je razvijala Trst kao svoju glavnu luku. 1860-ih i 1870-ih zbog konjukture prekooceanske trgovine dolazi do procvata jedrenjaštva, posebno na otocima, Pelješcu, Zadru, Boki i Dubrovniku. No, brodari su ubrzo propali, jer nisu bili spremni za natjecanje s parobrodarskom konkurencijom, a nisu imali dovoljno kapitala niti su bili poduprti od strane države. Najveće parobrodarske kompanije bile su "Dalmacija" i "Dubrovačka parobrodarska plovidba". Dužobalna plovidba ostala je značajna poveznica dalmatinskih luka i otoka. Trgovačka mornarica brojila je 1900. 7.832 broda nosivosti 42.109 tona s posadom od 19.330 ljudi. Iste godine u lukama su zabilježena 50.366 teretna broda sa 7,320,341 tona.
Propašću jedrenjaka, propadalo je domaće pomorstvo, nekad važan izvor domaćeg kapitala, i brodogradnja.
Cestovni pravci iz sjeverne Hrvatske prema Dalmaciji bili su izuzetno loši. Glavni pravac u početku je bio na Senj, pa potom uzduž obale do Novigrada i Zadra. U listopadu 1832. bojnik Josip Kajetan Knežić, vojni graditelj u Dalmaciji i Hrvatskom primorju, sagradio je cestu preko Velebita s prijevojem preko Malog Alana, kojim je značajno skraćen put, a Dalmacija konačno dobila moderniju vezu sa sjeverom.
Na poticaj uprave rudnika Siverić, željeznička pruga ("dalmatinska željeznica" koja je imala povezati Split i Šibenik s unutrašnjošću Monarhije preko Bosne ili Like) Split – Siverić i Siverić – Perković – Šibenik službeno je otvorena 1877. godine. Dionica Siverić – Knin otvorena je 1888. Danas napuštena uskotračna željeznička pruga Split – Sinj, popularna Sinjska rera, puštena je u pogon 1903. 1901. otvorena je i željeznička pruga Gabela – Zelenika‎, uskotračna željeznica iz BiH preko Dubrovnika do Boke kotorske. No, luke u Dalmaciji nisu dobile željeznički spoj s BiH i Hrvatskom sve do 1925. i dovršetka gradnje Ličke pruge.

## Namjesnici
Namjesnici su bili:
- Thomas Brady (1797. – 1798.),[50] 1804. – 1806. za Boku kotorsku[51]
- Franjo Tomašić (1815. – 1831.)[4][52]
- Wenzeslaus Lilienberg Water (1831. – 1841.)
- Ivan August Turszky (1841. – 1848.)
- Franz Ludwig von Welden (1848.)
- Josip Jelačić (1848. – 1859.)
- Lazar Mamula (1859. – 1865.)
- Franjo Filipović (1865. – 1868.)
- Johann Wagner (1868. – 1869.)
- Gottfried Auersperg (1869.)
- Julius Fluk von Leidenkron (1869. – 1870.)
- Gabrijel Rodić (1870. – 1881.)
- Stjepan Jovanović (1882. – 1885.)
- Ludovik Cornaro (1885. – 1886.)
- Dragutin Blažeković (1886. – 1890.)
- Emil David von Rhonfeld (1890. – 1902.)
- Erasmus Handel (1902. – 1905.)
- Niko Nardelli (1905. – 1911.)[53]
- Mario Attems (1911. – 1918.)

### Daljnje čitanje
- Clewing, Konrad. 2001. Staatlichkeit und nationale Identitätsbildung: Dalmatien in Vormärz und Revolution. R. Oldenbourg Verlag. München. ISBN 978-3-486-56526-3

## Vanjske poveznice
- Dalmacija u Austro-Ugarskoj monarhiji
- Zastave dalmatinskih brodarskih kompanija do 1918.
- [neaktivna poveznica]
- Otvaranje ceste preko Malog Alana, 1832.
- "Šibenska luka", videozapis Šibenika 1904., Frank Mottershow
- Plan Splita, 1905.[neaktivna poveznica]